# 安德烈·卡松戈·伊龍加
安德烈·卡松戈·伊龍加（Andre Kasongo Ilunga，據稱其生日為1972年10月20日）是一個據稱為剛果聯邦主義者全國聯盟（Union Nationale des fédéralistes du Congo，簡稱UNAFEC）副黨魁，並曾在2007年多數時間擔任剛果民主國外貿部長的人物，然而這人是否為真實人物這點備受質疑。盡管他是由總理安托万·基赞加所選出的剛果聯邦主義者全國聯盟黨員，他在剛果新政府的開幕式上從未出現過，也從未正式到職就任；因為這緣故，安德烈·卡松戈·伊龍加現在被剛果當地的媒體及國際社群給認為是一個虛構人物，而這人物很可能是剛果聯邦主義者全國聯盟的領袖基辛巴·俄伊（Kisimba Ngoy）所創造的，目的是以之做為替自己贏得一個理想地位的計畫的一部分。
在政府的規範下，一個政黨必須為任意的部長職位，提出一個包含兩個潛在人選的名單，而總理對名單上的人選有最終決定權；而當時提名的外貿部長人選，只有安德烈·卡松戈·伊龍加和基辛巴·俄伊這兩人，而這名單是基辛巴自身提出的；然而，基辛巴是蒙博托·塞塞·塞科的公開支持者，而安托万·基赞加過去曾是蒙博托的強烈反對者，這可能導致了他因此選了不為人知的伊龍加，而非基辛巴。基辛巴拒絕這說法，並聲稱伊龍加因為個人因素而拒絕了這職位，因此他必須向總理送出一封信表明他的辭職；盡管如此，基赞加表示說除非伊龍加本人提出要求，不然他拒絕接受這項辭職請求。
在剛果民主共和國，卡松戈·伊龍加是一個常見的名字，且至少有三個人聲稱自己就是安德烈·卡松戈·伊龍加；然而，這些人都被認為是假冒者，因為這三個人的身分背景都不正確。這個事件損害了這個剛果40多年來第一屆民選政府的聲譽，也導致了基辛巴離開他在剛果聯邦主義者全國聯盟的職位，並使得該政黨緊急重選新的領袖。

## 參照
1. 1 2 3 4  . die tageszeitung. 20 February 2007 （德语）.
2. 1 2 3 4  . Reuters South Africa. 2 March 2007  [2018-12-25]. （原始内容存档于2006-01-18）.
3. ↑  BBC. "DRC sacking over 'ghost minister'" （页面存档备份，存于）. 4 March 2007. Retrieved on 19 May 2013.
4. ↑  Rice, Xan. . The Guardian. 3 March 2007.